# Mapo-gu
Mapo-gu é um gu (distrito de governo local) de Seul, a capital da Coreia do Sul. Situa-se a noroeste do rio Han. Várias universidades e edifícios do governo estão localizados neste distrito. Mapo é conhecido pela região de entretenimento conhecida como Hongdae, localizada em torno da Universidade Hongik. As linhas 1, 5 e 6 do Metrô de Seul passam pelo distrito. O Estádio Sang-am de Seul, um marco famoso em Seul, está localizado à noroeste de Mapo. Distritos vizinhos incluem Yongsan, Jung, Seodaemun e Eunpyeong. Esta área também é conhecida por sediar gravadoras de K-pop, incluindo a YG Entertainment, Woollim Entertainment, A Cube Entertainment e Star Empire Entertainment.

## Divisões administrativas
Após a redistribuição administrativa feita em 2008, Mapo-gu reduziu de 24 para 16 dongs, a saber:
| - Gongdeok-dong (공덕동; 孔德洞) - Ahyeon-dong (아현동; 阿峴洞) - Dohwa-dong (도화동; 桃花洞) - Daeheung-dong (대흥동; 大興洞) - Yonggang-dong (용강동; 龍江洞) - Hapjeong-dong (합정동; 合井洞) - Seogyo-dong (서교동; 西橋洞) - Seogang-dong (서강동; 西江洞) | - Sinsu-dong (신수동; 新水洞) - Yeomni-dong (염리동; 鹽里洞) - Yeonnam-dong (연남동; 延南洞) - Mangwon-1-dong (망원1동; 望遠1洞) - Mangwon-2-dong (망원2동; 望遠2洞) - Seongsan-1-dong (성산1동; 城山1洞) - Seongsan-2-dong (성산2동; 城山2洞) - Sangam-dong (상암동; 上岩洞) |

## Educação
Quatro instituições de ensino superior, incluindo a Universidade Sogang e a Universidade Hongik, estão ativas em Mapo-gu. A área em torno da Universidade Hongik é conhecida como um dos centros culturais de Seul. Devido à presença de estudantes universitários no distrito, Mapo-gu oferece uma grande variedade de opções de compras e restaurantes.
A Escola Japonesa em Seul localiza-se neste distrito.

## Símbolos
- Árvore: Bordo
- Flor: Magnólia
- Pássaro: Pato-real

## Pontos de interesse
- Estádio Sang-am de Seul
- Hongdae
- Jeoldu-san
- Mangwonjeong
- Santuário do Rei Gong Min